# Thomas Meinertz

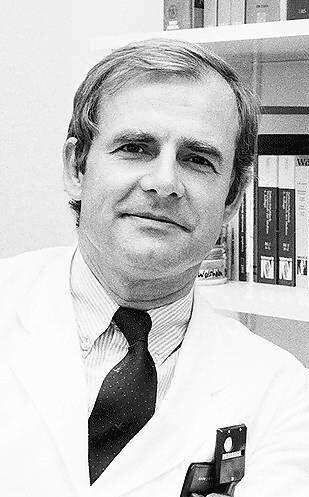
Thomas Meinertz (1988)

Thomas Meinertz (* 16. August 1944 in Warendorf) ist ein deutscher Kardiologe. Er war Direktor der Klinik und Poliklinik für Kardiologie und Angiologie des Universitären Herzzentrums am Universitätskrankenhaus Hamburg-Eppendorf (UKE), Präsident der Deutschen Gesellschaft für Kardiologie sowie langjähriger Vorstandsvorsitzender der Deutschen Herzstiftung e.V.

## Leben und Schaffen
Meinertz legte 1964 sein Abitur ab. Er studierte Medizin in Mainz und Innsbruck, bestand 1970 das medizinische Staatsexamen und war anschließend Stipendiat der Deutschen Forschungsgemeinschaft. Von 1981 bis 1983 war er Oberarzt an der II. Medizinischen Klinik der Universität Mainz, von 1984 bis 1989 Leitender Oberarzt der Abteilung Innere Medizin II am Universitätsklinik Freiburg. Von 1989 an arbeitete er als Chefarzt der II. Medizinischen Klinik des Allgemeinen Krankenhauses St. Georg in Hamburg, bevor er 1994 den Lehrstuhl Innere Medizin/Kardiologie am Universitätskrankenhaus Hamburg-Eppendorf (UKE) übernahm und dort auch Direktor der Abteilung Kardiologie wurde. 1996 wurde er zum Direktor der Medizinischen Klinik III des UKE ernannt, im Jahr 2004 zum Direktor der dortigen Klinik und Poliklinik für Kardiologie und Angiologie.
Die Schwerpunkte seiner Arbeit und Forschung sind die klinische Pharmakologie Herz wirksamer Substanzen, die Diagnose und Therapie von Herzrhythmusstörungen, insbesondere von Vorhofflimmern, die Behandlung von Herzklappenfehlern, koronaren Herzkrankheiten und der Herzinsuffizienz. Seit 2011 ist er Professor emeritus.
Von 2003 bis 2005 war Meinertz Präsident der Deutschen Gesellschaft für Kardiologie. Von 2010 bis 2018 wirkte er als Vorstandsvorsitzender der Deutschen Herzstiftung e.V., die mit über 100 000 Mitgliedern eine der größten Patientenorganisationen im deutschsprachigen Raum ist. Seit 2018 ist Meinertz Chefredakteur der Deutschen Herzstiftung und verantwortlich für alle Publikationen der Organisation. Er ist seit 2020 Mitglied des medizinischen Beirats der Online-Arztpraxis Zava.
Meinertz betreibt eine internistische Praxis in Hamburg.

## Auszeichnungen
- 1980 Preis der Deutschen Therapiewoche
- 1984 Albert-Fraenkel-Preis der Deutschen Gesellschaft für Kardiologie – Herz- und Kreislaufforschung[7]
- 2011 Carl-Ludwig-Ehrenmedaille der Deutschen Gesellschaft für Kardiologie – Herz- und Kreislaufforschung[8]
- 2016 Bundesverdienstkreuz am Bande[9][10]
- 2024 Peter-Beckmann-Medaille der Deutschen Gesellschaft für Prävention und Rehabilitation von Herz-Kreislauferkrankungen (DGPR)[11]

## Veröffentlichungen
Meinertz hat mehr als 400 wissenschaftliche Beiträge in nationalen wie internationalen Fachpublikationen veröffentlicht. Er war Herausgeber der Zeitschrift für Kardiologie (Clinical Research in Cardiology) und saß im Editorial Board zahlreicher weiterer Zeitschriften. Er war Mitherausgeber des Lehrbuches Die Innere Medizin (Internal Medicine) und des Therapie-Handbuches (Handbook of Therapy).
Daneben hat er folgende Bücher veröffentlicht:
- Herz und Herzerkrankungen: Die 101 wichtigsten Fragen und Antworten. C.H. Beck Verlag, München 2018, ISBN 978-3406726651.
- Ärztliche Kunst: Was einen guten Arzt ausmacht und wie Sie ihn finden. Schattauer Verlag, Stuttgart 2018, ISBN 978-3608432831.
- Herzensangelegenheiten: Fallgeschichten auf Leben und Tod. C.H. Beck Verlag, München 2012, ISBN 978-3406640674.